# كاتلين تارفر
كاتلين تارفر  (بالإنجليزية: Katelyn Tarver)‏(ولدت في 2 نوفمبر 1989). هي ممثلة ومغنية أمريكية. هي معروفة بأدورها المتكررة كجو تايلور في سلسلة نكلوديون بيغ تايم رش. ومرسيدس في الحياة السرية لمراهقة أمريكية.

## حياتها الشخصية
تارفر تزوجت ديفيد بليز في 19 يوليو 2014.

## الأعمال
| السنة     | الاسم                         | الدور         | ملاحظة                                  |
| --------- | ----------------------------- | ------------- | --------------------------------------- |
| 2003      | American Juniors              | بنفسها        | مشاركة (التوب 10), 17 حلقة              |
| 2010–2013 | Big Time Rush                 | جو تايلور     | دور متكرر, 34 حلقة                      |
| 2010–2011 | No Ordinary Family            | ناتالي بوستون | دور متكرر, 5 حلقة                       |
| 2012      | الحياة السرية لمراهقة أمريكية | مرسيدس        | دور متكرر, 8 حلقة                       |
| 2014      | Dead on Campus                | ناتالي كليسون | فيلم تيليفزوني                          |
| 2017      | Famous in Love                | راشيل ديفيس   | حلقة: "A Star Is Torn", "Not So Easy A" |

## الإصدارات الموسيقية

### الألبومات
| 2005 | Wonderful Crazy - تاريخ الصدور: 1 يناير 2005 - الشركة: TC Music |

### الألبومات المصغرة
| 2011 | A Little More Free - تاريخ الصدور: 14 يونيو 2011 - الشركة: مستقلة    |
| 2017 | Tired Eyes - تاريخ الصدور: 10 مارس 2017 - الشركة: Duly Noted Records |

### الأغاني المصورة
وحدها
| السنة | العنوان                | إخراج                  |
| ----- | ---------------------- | ---------------------- |
| 2016  | "Weekend Millionaires" | Chuck Willis           |
| 2016  | "Planez"               | Chuck Willis           |
| 2017  | "Hate To Tell You"     | Alejandro Reyes-Knight |

كفنانة مشاركة
| السنة | العنوان | الفنان     |
| ----- | ------- | ---------- |
| 2015  | "يو"    | Lost Kings |

## وصلات خارجية
- كاتلين تارفر على موقع IMDb (الإنجليزية)
- كاتلين تارفر على موقع ميوزك برينز (الإنجليزية)
- كاتلين تارفر على موقع ديسكوغز (الإنجليزية)
- كاتلين تارفر على موقع قاعدة بيانات الفيلم (الإنجليزية)
- Katelyn Tarver at Allmusic
- Feeling the Vibe's Interview with Katelyn Tarver